# Maadi (kultur)
Maadi är en arkeologisk fyndort i Egypten som givit namn åt en kalkolitisk kultur, Maadikulturen, som blomstrade under det fjärde årtusendet f.Kr. Den arkeologiska fyndorten är belägen på Nilens östra flodbank, vid den moderna staden Maadi.
Maadi var en jordbrukskultur där folket även livnärde sig på boskapsskötsel av kor, får, getter och svin, såväl som jakt. Hantering av koppar spelade en viktig roll i kulturen och man tycks ha haft nära kontakter med Palestina och handlat koppar från fyndigheterna där. Det var troligen genom Maadikulturen kopparn nådde Naqada i söder tillsammans med kulturella influenser från Palestina.
Maadi grävdes ut av de egyptiska arkeologerna Mustafa Amer, Oswald Menghin och Ibrahim Rizkana från Karios universitet åren 1930-1953. Nya undersökningar av platsen gjordes 1999 och 2001 under ledning av den egyptiska arkeologen Alexander Badawy från Kairos universitet i samarbete med tyska Deutsches Archäologisches Institut.
Maadi var en efterföljare till den äldre Helwankulturen funnen ca 10 km därifrån och var samtida med Naqadakulturen i södra Egypten. Kulturen dateras till omkring 4000-3500 f.Kr. genom C14-metoden.